# The Illustrated London News

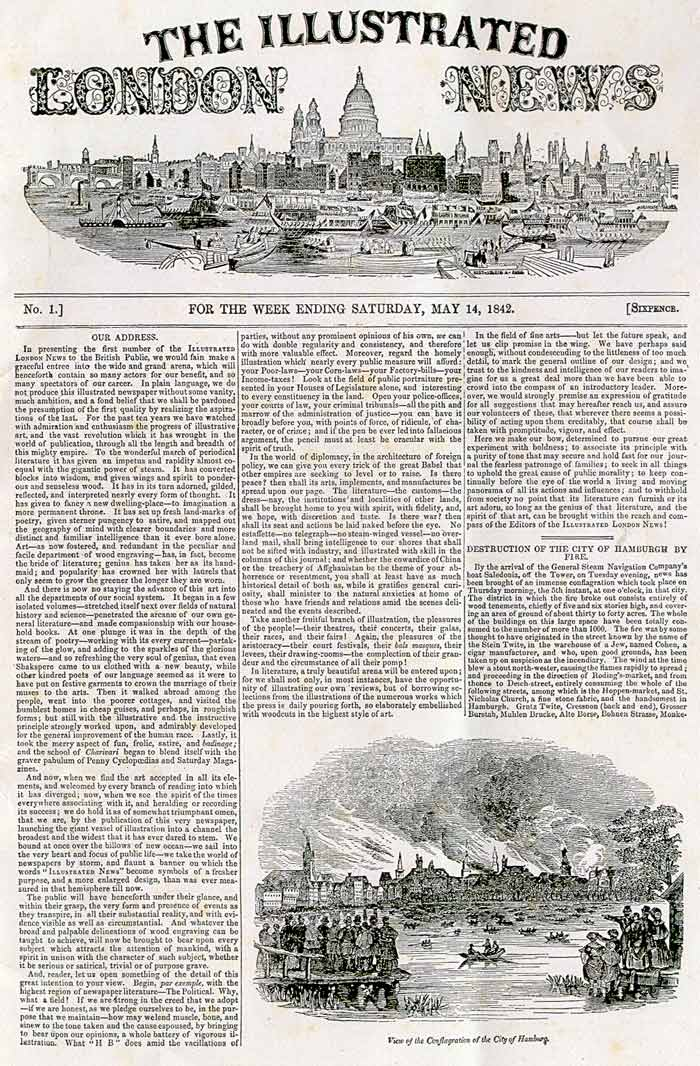
Primera página de la primera edición

The Illustrated London News fue una revista ilustrada inglesa, fundada por Herbert Ingram y su amigo Mark Lemon, el editor de la revista Punch. Con Lemon como su jefe consejero, la primera edición del Illustrated London News apareció el 14 de mayo de 1842.
La revista constaba de dieciséis páginas y, al menos su primera época, costaba seis peniques. La primera edición incluyó imágenes de la primera guerra anglo-afgana, un choque de trenes en Francia, la explosión de un barco de vapor en Canadá y el lujoso primer baile de máscaras celebrado por la reina Victoria en el palacio de Buckingham. Fue la primera revista en publicar una imagen copiada manualmente de una fotografía.
A pesar de que se distribuyeron 26 000 copias del primer número, hubo una gran caída de ventas en las siguientes ediciones. Sin embargo Herbert Ingram se mostró empeñado en lograr que su posesión triunfase. Envió a cada miembro del clero del país un número de la revista que contenía ilustraciones sobre la instauración del arzobispo de Canterbury y, de este modo, se aseguró un gran número de nuevos suscriptores. La publicación fue una fuente de educación artística informal para el pintor post-impresionista Van Gogh, y de inspiración para el pintor estadounidense John Singer Sargent.
La revista se publicaba semanalmente hasta 1971, cuando empezó a hacerlo mensualmente. Desde 1989 lo hizo bimestralmente y desde 1994 en forma bianual, hasta su desaparición en 2003.